# Успенский собор (Старая Рязань)
Успенский собор — кафедральный собор в Старой Рязани, разрушенный во время Батыева нашествия. Крупнейший собор Рязанского княжества и один из крупнейших православных соборов Руси своего времени.
Успенский собор был построен в XII веке в южной части города и посвящён Успению Богородицы. Его прототипом, как у всех Успенских соборов Древней Руси, был Успенский собор Киево-Печерского монастыря. Согласно реконструкции К. Н. Афанасьева, храм был трёхнефным и шестистолпным. Размеры собора составляли в длину 31,6 м, в ширину — 20 м. Сопоставляя строительные приёмы, А. Л. Монгайт предположил тесную связь с собором Борисоглебского монастыря в Смоленске, а время постройки определили серединой XII века. Облик храма был лаконичен и чёток, каких-либо пристроек он не имел. Единственными украшениями служили широкие полуколонны у лопаток и аркатурный пояс с расположенным над ним поребриком.
Во время взятия Рязани монгольским войском в декабре 1237 года каменный храм стал убежищем для многочисленных женщин, детей и последних защитников города. Согласно «Повести о разорении Рязани Батыем», после взятия храма все, кто в нём находился, были перебиты. Храм был подвергнут разорению и разрушен. Остатки собора были открыты при раскопках в 1949 году под руководством А. Л. Монгайта.